# منتخب كولومبيا لكرة السلة
منتخب كولومبيا لكرة السلة هو ممثل كولومبيا الرسمي في المنافسات الدولية في كرة السلة. ينتمي إلى منطقة اتحاد الأمريكتين لكرة السلة. انضم إلى الاتحاد الدولي لكرة السلة في عام 1939.

## البطولات التي شارك فيها
- كأس العالم لكرة السلة